# Ophthalmoblysis plutus
Ophthalmoblysis plutus är en fjärilsart som beskrevs av Charles Oberthür 1916. Ophthalmoblysis plutus ingår i släktet Ophthalmoblysis och familjen mätare. Inga underarter finns listade i Catalogue of Life.